# Драшов
Драшов (рум. Drașov) — село у повіті Алба в Румунії. Входить до складу комуни Шпрінг.
Село розташоване на відстані 248 км на північний захід від Бухареста, 19 км на південний схід від Алба-Юлії, 93 км на південь від Клуж-Напоки, 148 км на захід від Брашова.

## Населення
За даними перепису населення 2002 року у селі проживали 503 особи, усі — румуни. Усі жителі села рідною мовою назвали румунську.